# SV Allerheiligen
Der SV Stein Reinisch Raiffeisen Allerheiligen bei Wildon ist ein österreichischer Fußballverein aus Allerheiligen bei Wildon in der Steiermark. Der Verein spielt ab der Saison 2024/25 in der Landesliga, der vierthöchsten Spielstufe Österreichs. Die Vereinsfarben sind gelb-schwarz. Hauptsponsor ist das in Hainsdorf im Schwarzautal ansässige Steinmetzunternehmen Reinisch.

## Geschichte
Der Verein wurde am 30. Mai 1967 durch die Initiative der Jugend des südsteirischen Ortes Allerheiligen bei Wildon gegründet. Im selben Jahr nahm der Verein an der Kreisklasse Graz-Umgebung teil. Ein Jahr später wurde der Verein in der 2. Klasse Süd-A eingegliedert.
1972 stieg die Mannschaft in die damalige 1. Klasse Süd auf. Zwei Jahre später gelang der nächste Aufstieg und der Verein spielte dann in der Gebietsliga Süd. Für den kleinen Ort und seinen Verein war der Höhenflug noch nicht beendet. 1981 gelang der nächste Aufstieg in die Unterliga Süd. Der Verein – mit einem Kader aus eigenen Talenten – stieg 1993 das erste Mal in die Unterliga (nachdem die damalige Unterliga nach einer Reform des steirischen Fußballverbandes zur Oberliga wurde) ab. Ein Jahr später gelang aber der Wiederaufstieg in die Oberliga.
Ein Höhepunkt des Vereins war die Saison 2000/01 als der Verein in die steirische Landesliga (vierthöchste österreichische Spielklasse) aufstieg. Im gleichen Jahr wurde die Sportanlage des Vereins umgebaut und verbessert. In der Spielzeit 2005/06 wurde der Aufstieg in die Regionalliga Mitte geschafft. In der ersten Saison der Regionalliga wurde der Verein auf Anhieb Achter und war eigentlich nie in einen Abstiegskampf verwickelt. Im folgenden Spieljahr 2007/08 erreichte das Team auf dem sechsten Tabellenplatz rangierend das beste Saisonergebnis seit seiner Gründung.
In der laufenden Saison 2010/11 erreichte der ASV den Herbstmeistertitel der RL Mitte vor Blau Weiss Linz, Austria Klagenfurt und Pasching und wird im Frühjahr um den Titel spielen.
Der SV Allerheiligen, der in der breiten Öffentlichkeit unter dem Kurznamen ASV bekannt ist, wird bei den Matches, der Liga entsprechend, von vielen Zuschauern besucht. 2008 wurde ein Fanclub mit dem Namen „Die Gallier 08“ gegründet, der bis heute (Dezember 2010) über 100 Mitglieder aufweist. 2011 wurde mit den „Tumultus11“ ein weiterer ASV-Fanclub gegründet, über den bis dato aber noch nicht viel bekannt ist.
Die Heimspiele trägt der ASV im Sportstadion Allerheiligen aus, welches etwa 2.500 Zusehern Platz bietet. Das Zusehermaximum gab es mit 1.800 bei einem Regionalliga-Heimsieg gegen den Traditionsklub Grazer AK.